# Ermita de Nuestra Señora de los Remedios (Luena)
La ermita de Nuestra Señora de los Remedios del valle de Luena (Cantabria, España) es un templo católico advocado a la Virgen de los Remedios. Cada 8 de septiembre se celebra una romería en torno a ella. Una leyenda local dice que los lugareños edificaron la ermita al interpretar que la virgen quería quedarse allí. El relato cuenta que un pastor se fijó en que uno de sus toros escarbaba siempre el mismo lugar, junto a una fuente cercana a la actual ermita, y excavando allí encontró una imagen de la virgen, que llevó a una iglesia cercana. No obstante, pocos días después la virgen desapareció y volvió a encontrarse enterrada en el lugar inicial.
Se sabe que en el siglo XVII pertenecía a la familia de los Arce, muchos de los cuales eran indianos que donaban dinero a la ermita desde América. Aunque tuvo mucha devoción, ha quedado bastante olvidada debido al éxodo rural.